# Darwin Del Fabro
Darwin Del Fabro (nacido el 12 de diciembre de 1996) es una persona profesional de la actuación y cantante de género no binario de Brasil, se le conoce por sus papeles de actuación no conformes con el género.

## Primeros años
Darwin Del Fabro nació en Santa María, Rio Grande do Sul, Brasil. Sus padres son modelos y se conocieron mientras trabajaban en Nueva York. Su padre se convirtió en actor y le crio su madrastra, que tenía su propio programa de televisión en Brasil.
A los 14 años se mudó a Río de Janeiro para avanzar en su carrera. Estudió literatura portuguesa en la Universidade Candido Mendes de Río, así como ballet clásico y contemporáneo.

## Carrera
Del Fabro ganó un concurso de canto cuando tenía tres años y debutó profesionalmente en el musical Era no tempo do rei, dirigido por João Fonseca en el Teatro Joãn Caetano de Río de Janeiro. Estudió teatro con Daniel Herz en Casa de Cultura Laura Alvim donde actuó en dos obras, A Outra y Lapso de Mim Mesmo. También actuó en la producción brasileña original del musical de Shrek , así como en El violinista en el tejado y El mago de Oz. A los 14 años, Del Fabro creó una obra que, años más tarde, se representó en la ciudad de Nueva York, donde conoció al escritor y director John Logan.
Del Fabro produjo, dirigió y protagonizó el musical Be Careful, It's My Heart en 2015. El programa también se adaptó a un álbum y se lanzó al año siguiente.
En 2016, Del Fabro interpretó el papel de Einar Wegener en la producción teatral de Lili del Sesc Copacabana basada en los diarios de Lili Elbe en Río de Janeiro.
Del Fabro fue elegido para su primer papel televisivo interpretando a Collete D'or (Astolfo Lemos) en la miniserie Ligações Perigosas de TV Globo de 2016, que se inspiró en la novela francesa Las amistades peligrosas. Mientras se preparaba para desempeñar el papel, Del Fabro se unió a un grupo de corredores y perdió cinco libras. También compró tacones altos, collares, pulseras, aretes y maquillaje para sumergirse aún más en el personaje.
Al año siguiente, interpretó a Castrato en la telenovela brasileña Novo Mudo, que se emitió por TV Globo.
En 2017, Del Fabro se mudó a la ciudad de Nueva York, donde se inscribió en el programa de teatro musical del Broadway Dance Center y tomó 24 clases por semana mientras aprendía a hablar inglés Al año siguiente actuó en el 54/Below de Feinstein para promocionar su segundo álbum, Darwin Del Fabro in NY. Más tarde interpretó a Puck en la producción de Juneberry Collective de El sueño de una noche de verano, y a Adam en The Feather Doesn't Fall Far from the Tree producida en la Signature Theatre Company de Nueva York. En 2019, interpretó a Domenic en la obra off-Broadway Real, producida por The Tank. Del Fabro consiguió su primer papel cinematográfico estadounidense como Gabriel en la película de terror They/Them, escrita y dirigida por John Logan. El papel fue escrito específicamente para Del Fabro. La película debutó en Peacock Network en agosto de 2022.
En 2022, Del Fabro lanzó su tercer álbum, una colección de canciones del artista brasileño Antônio Carlos Jobim. Todas las canciones del álbum fueron grabadas en Los Ángeles durante un período de dos semanas.

## Vida personal
La lengua materna de Del Fabro es el portugués. Aprendió a hablar inglés después de mudarse a la ciudad de Nueva York en 2017 para seguir una carrera como intérprete. Del Fabro es de género binario y usa los pronombres en inglés they/them.